# 今井川 (神奈川県)
今井川（いまいがわ）は、帷子川の支流で、神奈川県横浜市を流れる河川である。

## 流域
全長は7.0kmで、流域はすべて横浜市保土ケ谷区になる。保土ケ谷区今井町の横浜カントリークラブ付近に源を発し、横浜新道をくぐる地点より下流約5.6Kmは二級河川となる。保土ケ谷区法泉付近よりJR東海道本線と国道1号に沿って市街地を東に流れる。天王町駅付近で相鉄本線をくぐり、西区との区境に近い岩間町・西久保町の境で帷子川に合流する。
横浜市道保土ケ谷二俣川線沿いの環状2号線立体交差部より上流部は今井雨水幹線として整備され、暗渠となっている。跡地の今井大上バス停付近から環状2号線付近までは『今井川いこいの水辺』として遊歩道化されている。

## 河川改修工事
大雨による河川の氾濫を防ぐため、1992年から2004年にかけて、保土ケ谷区狩場町・権太坂の境の国道1号の地下に延長2,000m、容量178,000Km3のトンネル式地下調整池が建設された。
2021年現在、今井川では今井川は年超過確率1/6.3の規模の降雨に対応できるよう河川改修を実施中で、帷子川合流点から横浜新道橋梁までの総4.74kmの区間で工事を行っている。

## 橋梁
環状2号線より下流部のみ（名称不詳な人道橋は除く）
- 鎌倉橋
- 入の谷橋
- 稲荷橋
- たに谷戸橋（横浜新道を挟んで下流川にも同名の橋が架かっている）
- 横浜新道橋梁
- 今井橋
- 法泉橋
- 権現橋
- 和倉橋梁（JR東海道本線橋梁）
- 横浜横須賀道路橋梁
- 元町橋
- 欅橋
- 新道明橋
- 新大橋
- 東伸橋
- 瀬戸ヶ谷橋
- 仙人橋
- 瀬戸ヶ谷中橋
- 八幡橋
- 保土ヶ谷橋
- 金沢橋
- 神戸橋
- 岩井橋
- 中野橋
- 田町橋
- 大門橋
- 逗子橋
- 南北橋
- 相鉄本線橋梁
- 河口橋

（帷子川合流点）